# Robert Gwisdek
Robert Gwisdek, umetniško ime Käptn Peng, nemški glasbenik, avtor in igralec, * 29. januar 1984 Berlin, Vzhodna Nemčija.
Gwisdek je član alternativne hip-hop skupine Käptn Peng & Die Tentakel von Delhi. Je sin nemških igralcev, očeta Michaela Gwisdeka in mame Corinne Harfouch.